# Epilacydes rachis
Epilacydes rachis là một loài bướm đêm thuộc phân họ Arctiinae, họ Erebidae.